# Reino de Dublín
El Reino de Dublín (en nórdico antiguo: Dyflin; en gaélico: Dubh Linn) fue un pequeño pero poderoso enclave hiberno-nórdico y emporio comercial que controlaba fundamentalmente algunas porciones de la costa irlandesa en torno a Dublín, coincidiendo aproximadamente con el actual Condado de Dublín. Los vikingos llegaron a esta zona en algún momento del siglo IX. En el año 841 ya hay evidencias de longphorts vikingos en Irlanda. El reino se fue gaelizando progresivamente, al igual que sucedió con otras regiones de tradición celta en distintos periodos históricos, produciéndose un sincretismo cultural por el que se los conoció como nórdico-gaélicos.
En el año 988 Máel Sechnaill mac Domnaill lideró la conquista irlandesa del reino de Dublín, fecha que la tradición toma por la de la fundación de la ciudad, a pesar de que ya tenía varios siglos de historia. A mediados del siglo XI el Reino de Leinster comenzó a ejercer gran influencia sobre el de Dublín, a pesar de lo cual este sobrevivió como Estado independiente hasta la invasión normanda de Irlanda del año 1171.

## Reyes de Dublín

La dinastía Uí Ímair dominó el reino de Dublín entre los siglos IX y XI.

El reino fue gobernado por una monarquía de origen escandinavo, probablemente noruega, adaptándose a la cultura gaélica a partir del reinado de Máel Sechnaill mac Domnaill. La dinastía hiberno-nórdica Uí Ímair fue la más extensa, influyente y poderosa en Dublín y otros territorios vikingos de las Islas del Norte en la Era vikinga.